# Camponotus buddhae
Camponotus buddhae é uma espécie de inseto do gênero Camponotus, pertencente à família Formicidae.